# John Schlesinger
John Richard Schlesinger (16. februar 1926 – 25. juli 2003), var en britisk filminstruktør.
Han vandt en oscar for bedste instruktør for Midnight Cowboy i 1969. Filmen vandt også bodilprisen for bedste amerikanske film i 1970.

## Udvalgt filmografi

### Instruktion
- En slags kærlighed (1962)
- Billy løgneren (1963)
- Darling (1965)
- Fjernt fra verdens vrimmel (1967)
- Midnight Cowboy (1969)
- Sunday Bloody Sunday (1971)
- Katastrofenatten (1975)
- Marathon Man (1976)
- Yankees - vi ses igen! (1979)
- Byen der blev kørt over (1981)
- Falken og snemanden (1985)
- Den 7. magt (1987)
- Madame Sousatzka (1988)
- En fremmed flytter ind (1990)
- The Innocent (1993)
- Eye for an Eye (1996)
- Det næstbedste (2000)

## Ekstern henvisning
- John Schlesinger på Internet Movie Database (engelsk)
- John Schlesinger på Filmdatabasen
- John Schlesinger på Scope
- John Schlesinger på Svensk Filmdatabas (svensk)
- John Schlesinger på AlloCiné (fransk)
- John Schlesinger på AllMovie (engelsk)
- John Schlesinger på Turner Classic Movies (engelsk)
- John Schlesinger på The Movie Database (engelsk)
- John Schlesinger på Encyclopædia Britannica Online (engelsk)